# ニッキー・ヒルトン
ニッキー・ヒルトン（Nicky Hilton、本名：Nicholai Olivia Hilton 1983年10月5日 - ）は、アメリカ合衆国出身の女性ファッションモデル、ファッションデザイナー。高校卒業後にニューヨーク州立ファッション工科大学とパーソンズ美術大学(Parsons The New School for Design)に通ったが、卒業はしていない。

## 人物
- サマンサタバサのデザインの一つを担当、自身もブランドを立ちあげる。
- 某グラビア雑誌のインタビューにて自分達と同種であるセレブリティ姉妹の、オルセン姉妹とは仲良くないと発言[1]。

## 生い立ち
ノルウェー系移民のドイツ系・アメリカ人のヒルトンホテル創業者であるコンラッド・ヒルトンの曾孫。コンラッドの元妻のザ・ザ・ガボールと同じ奢侈な生活で有名なので、しばしばメディアで比べられる。祖父にバロン・ヒルトン、祖父の兄であるコンラッド・ヒルトン・ジュニアの元妻はエリザベス・テイラーだったので、ヒルトン一族は昔からスポットライトを浴びていた。
母親のキャシー・ヒルトンは"キャシー・リチャーズ"の名で女優として幼い時から活動しており、歌手のマイケル・ジャクソンと幼馴染である。父親のリック・ヒルトンはホテル業とは無関係だが不動産会社を経営しており、2003年現在の資産は300億円と言われる。
姉のパリス・ヒルトンと二人でヒルトン姉妹として有名だが、パリスに比べるとスキャンダルが少ないので姉ほど有名ではない。また母親の妹（つまりニッキーからすると叔母）であるカイル・リチャーズ、キム・リチャーズも女優をしているので、有名人一家としての一面もある。一回りほど歳の離れた弟が2人いる。

## 系譜
```
　　コンラッド・ヒルトン━━┳メアリー・バロン　　　　　　　　　　　　　　　　　　　　　　　　　　　　　　　
　　　　　　　┃　　　　　　┃
　　┏ザ・ザ・ガボール　　　┣コンラッド・ヒルトンJr━エリザベス・テイラー
　　┃　　　　　　　　　　　┃
　　┣マグダ・ガボール　　　┗バロン・ヒルトン━┳マリリン・ホーリー
　　┃　　　　　　　　　　　　　　　　　　　　　┃
　　┗エヴァ・ガボール　　　　　　　　　リチャード・ヒルトン
　　　　　　　　　　　　　　　　　　　　　　　　┃
　　　　　　　　　　　　　　　　　　　　　　　　┣━━━━━━┳パリス・ヒルトン
　　　　　　　　　　　　　　　　　　　┏キャシー・ヒルトン　　┃
　　　　　　　　　　　　　　　　　　　┃　　　　　　　　　　　┣ニッキー・ヒルトン
　　　　　　　　　　　　　　　　　　　┣キム・リチャーズ　　　┃
　　　　　　　　　　　　　　　　　　　┃　　　　　　　　　　　┣バロン・ニコラス・ヒルトン
　　　　　　　　　　　　　　　　　　　┗カイル・リチャーズ　　┃
　　　　　　　　　　　　　　　　　　　　　　　　　　　　　　　┗コンラッド・ヒューズ・ヒルトン

```

## エピソード
- 2004年8月15日にラスベガスで資産投資（管理）家で家族づきあいしていたトッド・アンドリュー・メイスターと結婚したが、わずか三ヶ月で破局。破局理由は、相手がジゴロのような状態になってきたのが許せなくなり、両親と相談の上離婚に至った。
- ケヴィン・コナリーと2年間交際したが、破局[4]。
- 2014年8月、2011年より交際していたイギリスの銀行家ジェームズ・ロスチャイルド（James Amschel Victor Rothschild、1985年生れ）と婚約したことが明らかになった[5]。ジェームズは第3代ロスチャイルド男爵ヴィクター・ロスチャイルドの三男アムシェルの息子で、現当主、第5代ロスチャイルド男爵ナサニエル・ロスチャイルド（英語版）の従兄弟にあたり、男爵位の推定相続人である。2015年7月10日にロンドンにて結婚[6]、二女を授かる。2022年、継承順位2位となる長男チャセン（Chasen）が生まれ、一男二女の母親となった[7]。